# Fausto (película de 2011)
Fausto es una película rusa de 2011 dirigida por Alexander Sokurov. Ambientada en el siglo XIX, es una interpretación libre de la leyenda de Fausto y de sus respectivas adaptaciones literarias, tanto de Johann Wolfgang von Goethe (Fausto (Goethe)), como de Thomas Mann. El diálogo es en alemán. La película fue premiada con el León de Oro en el Festival Internacional de Cine de Venecia de 2011. En los Premios del Gremio Ruso de Críticos de Cine de 2012, la película ganó los premios Mejor película, Mejor director, Mejor guión y Mejor actor masculino de reparto. Recibió también una valoración positiva de los críticos.
Es una nueva versión de la clásica historia alemana, en la que un sabio y honrado personaje pretende salvar a su pueblo de la peste, y al no lograrlo el diablo (Mefisto) le ofrece un trato, argumento con el que se desarrolla la película.